# Osociec

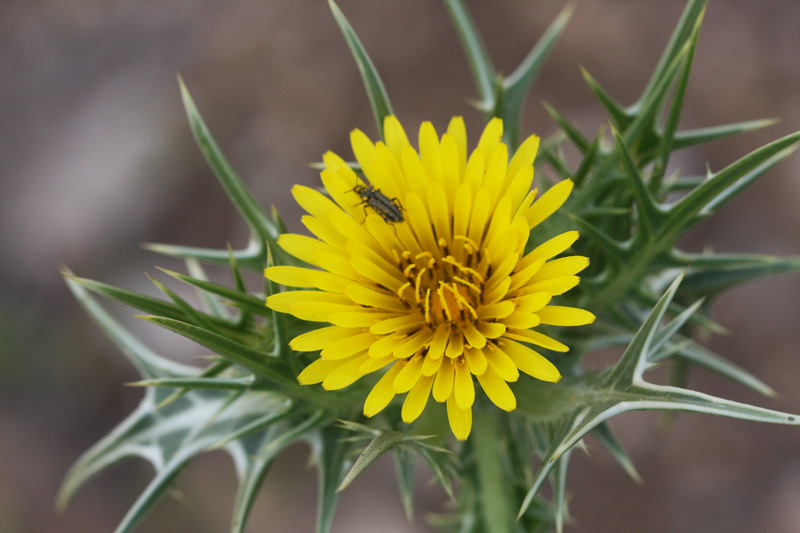
Osociec plamisty

Osociec, skolymus (Scolymus L.) – rodzaj roślin z rodziny astrowatych. Obejmuje 4 gatunki. Zasięg rodzaju obejmuje: Azory, Wyspy Kanaryjskie, Maderę, południową Europę po Wielką Brytanię, Niemcy, Alpy, Ukrainę na północy, południowo-zachodnią Azję po Iran na wschodzie oraz północną i północno-wschodnią Afrykę po Etiopię na południu. Dwa gatunki (osociec hiszpański i plamisty) zawleczone zostały do Stanów Zjednoczonych i wschodniej Australii. Osociec hiszpański rośnie jako przejściowo dziczejący także w Polsce.
Rośliny czasem uprawiane, występujące w naturze na glebach piaszczystych, na nieużytkach, przydrożach, na polach i w sadach oliwnych, w suchych ugorach i na gruzowiskach. Mają jadalne korzenie, spożywane jako substytut salsefii i kawy. Kwiaty wykorzystywane bywają jako substytut szafranu.

## Morfologia
PokrójRośliny roczne i byliny bardzo kolczaste, o łodydze oskrzydlonej.
LiścieSkrętoległe, o blaszkach sztywnych, pierzasto wcinanych, na brzegach kolczasto ząbkowanych.
KwiatySkupione w koszyczki, siedzące, wyrastające w kątach liści. Okrywy z listków silnie kolczastych. Dno kwiatostanu stożkowate lub wydłużone, z plewinkami jajowatymi, obejmującymi niełupki. Wszystkie kwiaty języczkowe, żółte.
OwoceNiełupki spłaszczone. Puch kielichowy zredukowany lub w postaci kilku sztywnych, szorstkich włosków.

## Systematyka
Pozycja systematyczna
Rodzaj z podplemienia Scolyminae, plemienia Cichorieae z podrodziny Cichorioideae z rodziny astrowatych Asteraceae. 
Wykaz gatunków
- Scolymus × castaneus F.M.Vázquez & J.Blanco
- Scolymus grandiflorus Desf.
- Scolymus hispanicus L. – osociec hiszpański[5]
- Scolymus maculatus L. – osociec plamisty, skolymus plamisty[6]